# Luiz Carlos Batera
Luiz Carlos dos Santos (Rio de Janeiro, 1 de julho de 1946 - Rio de Janeiro, 19 de abril de 2007), mais conhecido como Luiz Carlos Batera, foi um baterista de funk, samba-funk, soul, jazz fusion e samba jazz brasileiro. Tocou com diversos artistas, como Tim Maia, Caetano Veloso e Gilberto Gil, tendo ficado famoso por fazer parte da Banda Black Rio.

## Carreira
Iniciou a carreira em 1957, tocando bongô no conjunto infantil Os Curinguinhas, que se apresentava no Programa do Guri, na rádio Tupi do Rio de Janeiro e em programas da TV Tupi. Entre 1965 e 1968, serviu como fuzileiro naval, tendo participado da banda dos fuzileiros, bem como tendo conhecido e fundado um grupo com Carlos Dafé. Nesta época, integrou o conjunto Cry Babies, juntamente com Oberdan Magalhães e Rosanah Fienngo, chegando a gravar um álbum autointitulado em 1969. A partir de 1970, integrou o grupo Abolição que acompanhava o pianista e arranjador brasileiro Dom Salvador. Com este grupo, participou do V Festival Internacional da Canção, defendendo a canção "Abolição 1860 - 1980", que garantiu ao grupo a 5ª colocação na etapa nacional. Também, participou da gravação do único disco do conjunto, Som, Sangue e Raça, de 1971. A partir do ano seguinte, com a ida de Dom Salvador para Nova Iorque e o fim do grupo, passou a atuar em gravações e turnês de diversos artistas, fazendo parte, também, de diversas encarnações da banda Vitória Régia, que acompanhava Tim Maia.
Em 1977, juntamente com Oberdan Magalhães, Jamil Joanes, Barrosinho, Cristovão Bastos, Lúcio Trombone e Cláudio Stevenson, fundou a Banda Black Rio. Gravaram três álbuns de estúdio e se desfizeram no início dos anos 1980, com a morte de Oberdan. Luiz Carlos saiu antes do disco Saci Pererê, em 1980 e passou a acompanhar e gravar com diversos artistas. Em 2001, com a volta da banda, comandada agora pelo filho de Oberdan, resolveu não voltar ao grupo, mas participou de algumas festividades de lançamento do novo disco. Morreu em 19 de abril de 2007.